# Ferhat Kaya
Ferhat Kaya (Beringen, 11 maart 1986) is een Belgisch-Turks voetballer die speelt als doelman. In juli 2022 verliet hij KVK Beringen.

## Carrière
Kaya begon zijn opleiding tot voetballer bij de jeugd van KVC Westerlo en via KFC Verbroedering Geel kwam de doelman in de A-jeugd van PSV terecht. Vanaf de A-jeugd van PSV vertrok Kaya naar Turkije en keepte daar bij Gaziantepspor. Hij vertrok later naar Antwerp FC, maar daar ontbond hij zijn contract. Hij hield een half jaar zijn conditie op peil bij SV Meerssen, voordat hij een contract tekende bij Fortuna Sittard, dat een opvolger voor Danny Wintjens zocht. In Sittard werd Kaya eerste doelman. Na 144 duels voor Fortuna Sittard tekende Kaya in juni 2016 een contract tot medio 2018 bij Helmond Sport. Hij werd in de zomer van 2017 verkocht aan Sakaryaspor, dat hem voor een transfersom overnam. In april 2019 besloten Kaya en Sakaryaspor uit elkaar te gaan. Aan het begin 2021 ging de doelman voor een jaar bij KVK Beringen spelen.